# Oscar Zanera
Oscar Zanera (* 14. Februar 1915 in Rom; † 19. Dezember 1980) war ein italienischer römisch-katholischer Geistlicher und Weihbischof in Rom.

## Leben
Oscar Zanera empfing am 3. Februar 1940 das Sakrament der Priesterweihe für das Bistum Rom.
Am 11. Februar 1966 ernannte ihn Papst Paul VI. zum Titularbischof von Surista und zum Weihbischof in Rom. Paul VI. spendete ihm am 19. März desselben Jahres im Petersdom die Bischofsweihe; Mitkonsekratoren waren der Sekretär der Konsistorialkongregation, Kurienerzbischof Francesco Carpino, und der Vizegerent des Bistums Rom, Erzbischof Ettore Cunial.